# 宮崎美穗
宮崎美穗（日语：／ Miyazaki Miho */?，1993年7月30日—）是日本女藝人，為女子偶像團體AKB48 Team A前成員，東京都出身，所屬經紀公司為Horipro。2007年以AKB48五期生身分出道。2022年4月15日自AKB48畢業。

## 經歷
2007年10月6日，通過AKB48第二回研究生徵選，成為五期研究生。12月26日，在AKB48劇場公演首次登台。
2008年7月13日，成為首位獲升格的五期生，加入旧Team A。10月19日，首次參加旧Team A公演「TeamA 5th Stage「恋愛禁止条例」」。10月22日，第10張單曲《大聲鑽石》為首次進入選拔成員名單，並到第17張單曲《無限重播》為止連續8曲成為選拔成員。
2009年2月13日，於公演中宣布移籍到Horipro。6月至7月舉行的「AKB48第13張單曲選拔總選舉」中得到第18位，成為單曲選拔成員。7月，與同事務所的板野友美、河西智美組成組合「納豆天使」，並稱為納豆天使1号。8月23日，在日本武道館舉行的「AKB104選拔成員組閣祭」演唱會晚場中，被告知於10月移籍所屬分隊至Team B。
2010年6月9日 於「AKB48第17張單曲選拔總選舉」中得到第21位，進入單曲選拔，是前作《馬尾與髮圈》選拔成員中唯一一個沒有進入16位以內的成員。7月，與仁藤萌乃、佐藤堇、石田晴香組成組合「納豆天使Z」，稱為納豆天使Z1号。
2011年6月9日，於「AKB48第22張單曲選拔總選舉」中得到第27位，為「Under Girls」。
2012年6月6日，於「AKB48第27張單曲選拔總選舉」中得到第38位，為「Next Girls」。8月24日，於「AKB48 in TOKYO DOME ～1830m的夢想～」
第1日公演中，宣布新的組閣人事異動，宮崎所屬隊伍轉至Team K。
2014年2月24日，於DiverCity東京舉辦的「AKB48集團大組閣祭」中，宣布留任Team K。6月7日，於「AKB48第37張單曲選拔總選舉」中獲得第78名，為「Upcoming Girls」。
2015年2月15日至3月1日，參與舞台劇《來自月亮的武士》（月よりの侍）演出，為宮崎首次出演舞台劇，於劇中首度與男演員合作演出，並挑戰武打動作。3月26日，於埼玉超級競技場舉辦的AKB48演唱會「AKB48春季單獨演唱會～次期總現正修行中！～」上，宣布留任Team K。
2016年6月18日，於「AKB48第45張單曲選拔總選舉」中獲得第78名，為「Upcoming Girls」。
2017年12月8日，於AKB48劇場12周年公演中，宣布新的組閣人事異動，宮崎所屬隊伍轉至Team A。
2018年5月至8月，以練習生的身分參加南韓Mnet生存選拔實境節目《PRODUCE 48》。最終名次为第15位，未能在节目中以12人女團出道。
2020年4月23日，開設個人YouTube頻道「Myao Channel」（みゃおちゃんねる）。
2021年12月12日，於個人YouTube頻道的直播節目中宣布畢業，畢業後將於日本和韓國兩地活動。
2022年2月6日，原定於東京花園劇場舉辦的《AKB48新春演唱會2022「比你想象的更厲害》（AKB48新春コンサート2022「きみが思うより、きみはすごい」）中舉行畢業典禮，後因疫情擴大的影響而取消。2月18日，宣布畢業日期延期到4月中旬。2月19日，於池袋日光劇場舉辦的舞台劇《攀岩！》中舉行小型畢業典禮。3月24日，擔任職棒隊伍北海道日本火腿鬥士的應援團長。4月3日，於PIA Arena MM舉行的AKB48演唱會「AKB48 LIVE SHOW ～AKBINGO! THE FINAL 再見毛利桑〜」（AKB48 LIVE SHOW ～AKBINGO! THE FINAL サヨナラ毛利さん～）中補辦畢業典禮。4月14日，於AKB48劇場舉行畢業公演。4月15日，正式從AKB48畢業，結束約十四年半的偶像生涯，在籍天數共5306天。10月，宣布移居到韓國。

## 人物
- 喜歡大阪腔，曾表示「比起會說英語還比較想要會說大阪腔」，因此在廣播節目中會說簡單的大阪腔如「なんでなん」[41]。
- 擁有3支行動電話。
- 家中飼養著倉鼠，自稱世界第一倉鼠愛好者。
- 通曉韓語，在15年2月17日《AKBINGO!》中宮崎用韓語戲弄主持人，增加了不少娛樂氣氛。

### AKB48相關
- 自我介紹詞是「Do．Re．Mi．Do．Mi．Do　Myao〜」（ド・レ・ミ・ド・ミ・ド みゃお〜）[9]。
- 芸能人女子フットサル（女藝人組成的五人制足球賽）隊伍「XANADU loves NHC」的成員之一。背號是「30」。
- 2008年9月15日的研究生公演（第2回）中，提到了暱稱「みゃお」（喵）是由team K的大島優子所取的。而小野惠令奈也在部落格上稱美穗為「宮男」。或許是受到小野的影響，美穗本人也常在部落格上自稱為「宮男」。
- 在09年11月18日《AKBINGO!》中被披露家居狀況，喜歡收集熊娃娃，看恐怖影片和玩恐怖遊戲，喜歡  Universal Studios，很喜歡往水族館和超常去吃烏冬，中學成績完全不行和很沒記性。
- 在隊中是敢於吐嘈隊友的角色，實際上在節目完結後還是要向前輩道歉。
- 成員之中與同年的渡邊麻友，同一事務所的佐藤すみれ、石田晴香，前成員小野惠令奈、同期高中同級生的近野莉菜關係良好。
- 曾與板野友美、河西智美、大島麻衣等人組隊參加五人制足球。

## 參加AKB48樂曲

### 單曲CD
|      | 發行 日期       | 單曲名稱                | 參與歌曲名稱                | 分隊名義         | 收錄 版本     | MV | 備註                                |
| ---- | --------------- | ----------------------- | --------------------------- | ---------------- | ------------- | -- | ----------------------------------- |
| 10th | 2008年 10月22日 | 大聲鑽石 （）           | 大聲鑽石 （）               |                  | 全版本        | ★  | A面曲 首次成為選拔成員              |
| 10th | 2008年 10月22日 | 大聲鑽石 （）           | 109 （マルキュー）                    |                  | 全版本        |    |                                     |
| 10th | 2008年 10月22日 | 大聲鑽石 （）           | 大聲鑽石 - Team A版本       |                  | 通常盤        |    |                                     |
| 11th | 2009年 3月4日   | 10年櫻 （10年桜）             | 10年櫻 （10年桜）                 |                  | 全版本        | ★  | A面曲                               |
| 12th | 2009年 6月24日  | 驚喜之淚！ （涙サプライズ!）         | 驚喜之淚！ （涙サプライズ!）             |                  | 全版本        | ★  | A面曲                               |
| 13th | 2009年 8月26日  | Maybe是藉口 （言い訳Maybe）        | Maybe是藉口 （言い訳Maybe）            |                  | 全版本        |    | A面曲 由於身體不適， 未能參加PV拍攝 |
| 14th | 2009年 10月21日 | RIVER                   | RIVER                       |                  | 全版本        | ★  | A面曲                               |
| 15th | 2010年 2月17日  | 櫻花印記 （）           | 櫻花印記 （）               |                  | 全版本        | ★  | A面曲                               |
| 15th | 2010年 2月17日  | 櫻花印記 （）           | 遠距離海報 （遠距離ポスター）             | Team PB          | Type-A 劇場盤 | ★  |                                     |
| 16th | 2010年 5月26日  | 馬尾與髮圈 （）         | 馬尾與髮圈 （）             |                  | 全版本        | ★  | A面曲                               |
| 16th | 2010年 5月26日  | 馬尾與髮圈 （）         | 馬路須加學園頂尖藍調 （マジジョテッペンブルース）   |                  | Type-B 劇場盤 | ★  |                                     |
| 17th | 2010年 8月18日  | 無限重播 （）           | 無限重播 （）               |                  | 全版本        | ★  | A面曲                               |
| 17th | 2010年 8月18日  | 無限重播 （）           | 蔬菜姊妹 （野菜シスターズ）               | 蔬菜姊妹         | Type-A 劇場盤 | ★  |                                     |
| 17th | 2010年 8月18日  | 無限重播 （）           | Lucky Seven                 | Lucky Seven      | Type-B 劇場盤 | ★  |                                     |
| 18th | 2010年 10月27日 | Beginner                | 專屬於我的Value （僕だけのvalue）        | Under Girls      | 全版本        | ★  |                                     |
| 19th | 2010年 12月8日  | 機會的順序 （チャンスの順番）         | 愛的跳躍 （ラブ・ジャンプ）               |                  | Type-B        | ★  |                                     |
| 20th | 2011年 2月16日  | 變成櫻花樹 （桜の木になろう）         | 偶然的十字路 （偶然の十字路）           | Under Girls      | 全版本        | ★  |                                     |
| 21st | 2011年 5月25日  | Everyday、髮箍 （）     | Everyday、髮箍 （）         |                  | 全版本        | ★  | A面曲                               |
| 21st | 2011年 5月25日  | Everyday、髮箍 （）     | 鬥魂 （ヤンキーソウル）                   | 馬路須加學園     | Type-A        | ★  |                                     |
| 22nd | 2011年 8月24日  | 飛翔入手 （）           | 不能擁抱你 （抱きしめちゃいけない）             | Under Girls      | 全版本        | ★  |                                     |
| 22nd | 2011年 8月24日  | 飛翔入手 （）           | 不知不覺的青春 （青春と気づかないまま）         |                  | Type-A        | ★  |                                     |
| 22nd | 2011年 8月24日  | 飛翔入手 （）           | 野菜占卜 （野菜占卜い）               | 蔬菜姊妹2011     | 劇場盤        |    |                                     |
| 23rd | 2011年 10月26日 | 風正在吹 （風は吹いている）           | 你的背影 （君の背中）               | Under Girls      | 全版本        | ★  |                                     |
| 24th | 2011年 12月7日  | 崇尚麻里子 （上からマリコ）         | 暱稱Fantasy （呼び捨てファンタジー）            |                  | Type-B        | ★  |                                     |
| 25th | 2012年 2月15日  | GIVE ME FIVE!           | 如果是榮格或佛洛伊德 （ユングやフロイトの場合）   | Special Girls C  | 劇場盤        |    |                                     |
| 26th | 2012年 5月23日  | 仲夏的Sounds good! （真夏のSounds good !） | 3滴眼淚 （３つの涙）                | Special Girls    | 全版本        | ★  |                                     |
| 27th | 2012年 8月29日  | 格子花紋 （ギンガムチェック）           | DoReMiFa音痴 （ドレミファ音痴）           | Next Girls       | Type-A        | ★  |                                     |
| 28th | 2012年 10月31日 | UZA                     | 破壞&重建 （スクラップ＆ビルド）              | Team K           | Type-K        | ★  |                                     |
| 29th | 2012年 12月5日  | 永遠的壓力 （永遠プレッシャー）         | 我們的Reason （私たちのReason）           |                  | 劇場盤        |    |                                     |
| 30th | 2013年 2月20日  | So long!                | 夕陽玛丽 （夕陽マリー）               | Team K           | Type-K        | ★  |                                     |
| 31st | 2013年 5月22日  | 再見自由式 （さよならクロール）         | How come ?                  | Team K           | Type-K        | ★  |                                     |
| 33rd | 2013年 10月30日 | 真心電流 （ハート・エレキ）           | 細雪的悔悟 （細雪リグレット）             | Team K           | Type-K        | ★  |                                     |
| 35th | 2014年 2月26日  | 勇往直前 （前しか向かねえ）           | 戀愛什麼的 （恋とか…）             |                  | 劇場盤        |    |                                     |
| 36th | 2014年 5月21日  | 拉布拉多尋回犬 （ラブラドール・レトリバー）     | 親愛的對手 （愛しきライバル）             | Team K           | Type-K        | ★  |                                     |
| 37th | 2014年 8月27日  | 心意告示牌 （心のプラカード）         | 直到口香糖沒了味道為止 （チューインガムの味がなくなるまで） | Upcoming Girls   | Type-C        | ★  |                                     |
| 38th | 2014年 11月26日 | 希望無限 （）           | 第一次兜風 （初めてのドライブ）             | Team K           | Type-B        |    |                                     |
| 38th | 2014年 11月26日 | 希望無限 （）           | 我想歌唱 （歌いたい）               | 嘉德麗亞蘭組     | Type-C        | ★  |                                     |
| 44th | 2016年 6月1日   | 不需要翅膀 （）         | 不需要翅膀 （）             |                  | 全版本        |    | A面曲                               |
| 44th | 2016年 6月1日   | 不需要翅膀 （）         | Set me free                 | Team A           | Type-A Type-B | ★  |                                     |
| 46th | 2016年11月16日  | High Tension            | 又考慮了你的事情            | Team Vocal       | 劇場盤        |    |                                     |
| 48th | 2017年5月31日   | 空有願望                | 當代PARA                    |                  | 全版本        | ★  |                                     |
| 52nd | 2018年5月30日   | Teacher Teacher         | 浪漫準備中                  | Team A           | Type-A        | ★  |                                     |
| 54th | 2018年 11月28日 | NO WAY MAN              | NO WAY MAN                  |                  | 全版本        | ★  | A面曲                               |
| 58th | 2021年9月29日   | 毫無根據的Rumor         | Black Jaguar                | First Generation | 劇場盤        |    | 与大家志津香共同担任Center          |

- 標註有「★」符號者表示該首歌曲有拍攝對應的MV，且宮崎美穗也參與了影片拍攝。

### 專輯CD
|     | 發行 日期      | 專輯名稱   | 參與歌曲名稱            | 名義                    | 收錄 版本 | 備註 |
| --- | -------------- | ---------- | ----------------------- | ----------------------- | --------- | ---- |
| 2nd | 2010年 4月7日  | 神曲集     | Baby! Baby! Baby! Baby! |                         | 全版本    |      |
| 2nd | 2010年 4月7日  | 神曲集     | 你與彩虹與太陽          |                         | 通常版    |      |
| 3rd | 2011年 6月8日  | 就是在這裡 | 少女們 （少女たちよ）             |                         | 全版本    |      |
| 3rd | 2011年 6月8日  | 就是在這裡 | 推Team B （チームB推し）           | Team B                  | 全版本    |      |
| 3rd | 2011年 6月8日  | 就是在這裡 | 戀愛馬戲團 （恋愛サーカス）         | Team B                  | 全版本    |      |
| 3rd | 2011年 6月8日  | 就是在這裡 | 就是在這裡 （ここにいたこと）         | AKB48+SKE48+SDN48+NMB48 | 全版本    |      |
| 4th | 2012年 8月15日 | 1830m      | 戀愛總選舉 （恋愛総選挙）         | YM7                     | 全版本    |      |
| 4th | 2012年 8月15日 | 1830m      | 不算 （ノ―カン）               | Team B                  | 全版本    |      |
| 4th | 2012年 8月15日 | 1830m      | 藍天 不會寂寞嗎？ （青空よ　寂しくないか？）  | AKB48+SKE48+NMB48+HKT48 | 全版本    |      |
| 5th | 2014年 1月22日 | 未來軌跡   | 共犯 （共犯者）               | Team K                  | Type-B    |      |

## 組曲
向日葵组 2nd Stage「不要让梦想死去」公演
1. Bye Bye Bye

※ 與駒谷仁美一起擔任高橋みなみ的替補
TeamA 4th Stage「正在戀愛中」復活公演
1. 純愛的漸強音

※ 高橋みなみ的Under
研究生「正在戀愛中」公演
1. 純愛的漸強音

TeamA 5th Stage「恋愛禁止条例」公演
1. 恋愛禁止条例

※高橋みなみ・峯岸みなみ・宮崎美穗
THEATER G-ROSSO「不要让梦想死去」公演
1. 隔壁的香蕉

※小野惠令奈・多田愛佳・林彩乃（2009年6月）的替補
TeamB 5th Stage「劇場的女神」公演
1. 暴風雨之夜

### 個人参加的專輯
1. 姉うた〜Around 30 GIRL POP NON-STOP COVER（2010年5月26日、avex trax）
  - 青いスタスィオン （河合その子的封面）

## 演出

### 電視節目
- 宮崎美穗（AKB48）的Mnet出發！（宮崎美穗（AKB48）のMnetが行く；2011年6月15日－10月，Mnet）- 主持
- R的法則（2011年12月21日－2018年4月24日，NHK教育台）[42]
- 韩流!POP 喵帮（韩タメ!POP みゃおバン，2013年4月6日－2014年3月22日，富士電視台TWO） - 單元固定嘉賓[43]
- PRODUCE 48（2018年6月15日－8月31日，Mnet）
- Premium Korea 韓流Lab （2018年7月28日－2019年8月27日，AGARUTV）- 主持[44]
- 日本人都不知道的日本旅行（Channel J）
  - S4 茨城縣（2019年4月20日－6月8日）
- S5 鳥取縣（2019年7月27日－9月14日）
- 超級棒球 交流戰・北海道日本火腿鬥士對讀賣巨人（2022年5月29日，朝日電視台）- 副聲道解說[45]

### 電視劇
- 馬路須加學園 第3至5集、最終集（2010年1月8日－2月5日、3月26日，東京電視台）：飾演 Myao
- 豆腐姊妹（2010年7月31日－8月27日，WOWOW[46]）：飾演 ナス子（声音出演）
- 來自櫻花的信 ～AKB48 各自的畢業故事～（2011年2月26日－3月6日，日本電視台）：饰演 宮崎美穂
- 馬路須加學園2 第4集、最終集（2011年5月6日、7月1日，東京電視台）：飾演 Myao
- AKB恐怖夜 腎上腺素之夜 第30集《同學會》（2016年1月21日，Video Pass、朝日電視動畫）：飾演 美野里（單篇主演）[47]
- 陪酒須加學園 第2集（2016年11月5日，日本電視台）：飾演 「水族館」俱樂部的女公關

### 電影
- 雞皮疙瘩 劇場版（2012年9月13日，KLOCKWORX）：飾演 美香

### 舞台劇
- 來自月亮的武士（2015年2月15日－3月1日，新宿莫里哀劇場）[48]
- 友情 Friendship（2015年8月21日，大田區民會館Aplico／8月28日，大宮Sonic City／8月31日，橫須賀市文化會館 ／9月2日，東松山市民文化中心／9月14日，府中之森藝術劇場／9月21日，千葉縣文化會館）：飾演 島崎望（與仁藤萌乃雙主演）[49]
- 朗讀劇場「腎上腺素之夜」（2015年10月11日，Zepp Blue Theater六本木）
- 絢爛とか爛漫とか（2016年4月9日－15日，品川王子大飯店 Club eX）：飾演 正田薫[50]
- 朗讀劇場「戀工場」（2016年9月18日，Bellesalle澀谷花園 C廳）[51]
- NLT製作喜劇公演《像天使般微笑著弄丟錢包又踩到口香糖》（2024年8月28日－9月1日，博品館劇場）[52]

### 網絡節目
- Myao Channel（2009年9月1日－2010年，niconico動畫）
  - 附贈單元：清宮（暫名）（2009年9月1日－10月13日）
  - 附贈單元：陳屈（暫名）（2009年10月20日－11月10日）
  - 附贈單元：TomoTomo（暫名）（2009年11月17日）
  - 第一回 Myao Channel！附贈單元爭奪選手權～誰來當附贈單元（暫名）（2009年11月24日、12月1日）
  - 附贈單元：Mira醬（暫名）（2009年12月8日－2010年1月7日）
- 喵的房間（2016年4月21日－2022年2月17日，SHOWROOM）[53]
- 和Panther還有宮崎美穗一起開吃美國豬肉！（2016年9月3日，FRESH!byAbemaTV）[54]
- KCON STUDIO LIVE from JAPAN（2021年6月15日，YouTube）
- LOVE POWER KINGDOM～戀愛強者選舉～（2025年2月19日－4月9日，ABEMA）[55]

### 廣播
- AKB48的不全力聽不行呀!!（2008年12月3日－2010年6月29日，STAR Digio）
- ゴチャ・まぜっ!水曜日（2011年10月26日－2012年4月11日，MBS電台）
- ゴチャ・まぜっ!火曜日（2012年4月18日－2013年4月10日 ，MBS電台）
- ON8+1（日语：ON8+1）（2016年4月6日－2020年3月25日，bayfm）- 每週三主持人[56]
- 柱NIGHT! with AKB48（2020年4月5日－2022年3月6日，bayfm）- 主要主持人[57]

### 活動
- ♥サマーパーティー♥ホリプロ50周年記念!!及びBS-TBS開局10周年記念アイドル50人大集合!!（2010年8月24日，赤坂BLITZ）
- 宮崎美穗1stDVD《宮崎美穂のとれ高十分!!》發售紀念活動（2010年9月12日）
- 豆腐職業摔角 The REAL 2017 WIP CLIMAX in 後樂園會館（2017年8月29日，後樂園會館）：飾演 マッドドッグ宮崎[58]
- Sori「SoRiNation in JAPAN」（2019年2月11日，CLUB CITTA'）- 主持[59]
- SoRi×MIKUNANA「We're Ready！」（2019年2月11日，CLUB CITTA'）- 主持[59]
- 請夏「LET'S CHUNG HA FES IN JAPAN 3rd STORY」（2019年8月24日、25日，新宿ReNY）- 主持[60]
- 北海道日本火腿鬥士 vs 福岡軟銀鷹 開球儀式（2022年4月23日，札幌巨蛋）[61]

## 書籍

### 寫真集
- B.L.T. U-17 sizzlefulgirl Vol.10（2009年6月8日，東京新聞通信社）
- SHINING SKY（2010年2月25日，東京新聞通信社）[62][63]

### 日曆
- 宮崎美穗 2010年日曆（2009年10月28日，ハゴロモ）
- 宮崎美穗 2011年日曆（2010年9月30日，ハゴロモ）
- 宮崎美穗 2012年日曆（2011年11月19日，ハゴロモ）

### DVD
- 宮崎美穗 1st DVD《宮崎美穂のとれ高十分!!》（2010年4月，Horipro）

### 文庫
- 潘朵拉之匣（太宰治；2009年10月15日，文華社）- 封面與凹版

### 專欄連載
- lovefighters（2018年8月17日－2022年2月25日，日刊體育北海道版）[64][65]

## 外部連結
- Horipro個人介紹頁（日語）
- AKB48個人介紹頁（日語）
- 宮崎美穗的Ameba部落格（日語）
- 宮崎美穗的X（前Twitter）（日語）
- 宮崎美穗的Instagram帳戶（2017年4月8日－）（日語）
- YouTube上的みゃおちゃんねる / 宮崎美穂頻道（日語）
- 宮崎美穗的TikTok（日語）